# Leuk (district)
Leuk (Frans: District de Loèche) is een district in het Zwitserse kanton Wallis en omvat de volgende gemeenten:
| Gemeentenaam      | Inwoners (x) | Oppervlakte (km²) |
| ----------------- | ------------ | ----------------- |
| Agarn             | 804          | 7,6               |
| Albinen           | 257          | 15,5              |
| Ergisch           | 193          | 29,8              |
| Erschmatt         | x            | 11,2              |
| Gampel-Bratsch    | 1.906        | 23,1              |
| Guttet-Feschel    | 432          | 10,5              |
| Inden             | 126          | 9,9               |
| Leuk              | 3.724        | 44,1              |
| Leukerbad         | 1.535        | 67,2              |
| Oberems           | 126          | 84,6              |
| Salgesch          | 1.399        | 11,4              |
| Turtmann-Unterems | 1.125        | 42,3              |
| Varen             | 625          | 12,8              |

## Gemeentelijke herindeling

### Fusies
- 1 oktober 2000: Guttet en Feschel → Guttet-Feschel
- 1 januari 2009: Bratsch en Gampel → Gampel-Bratsch
- 1 januari 2013: Turtmann en Unterems → Turtmann-Unterems

Brig · Conthey · Entremont · Goms · Hérens · Leuk · Martigny · Monthey · Östlich Raron · Saint-Maurice · Sierre · Sion · Visp · Westlich Raron